# Seznam Smrkcev

## Smrkci
Smrkci so bili v Sloveniji poimenovani najprej kot strip v reviji Zvitorepec 1970 in sicer pod imenom Škratje kot stranski liki v epizodi stripa Jacek in Gumbek: Zakleta dežela (Johan et Pirlouit: Le pays maudit). (ponovno v 2015 - založba Alica, 2017 - založba Graffit). Pojavili so se še v kinematografih v risanki Smrkci prihajajo (distribucija: Avala film), v risani TV seriji (TV Ljubljana - 1987, POPtv/MenArt z novo sinhronizacijo - 2014), VHS in DVD (Blitz Film & Video - 2000-2011), v slikanicah (Egmont, Grahovac), v albumu samolepljivih sličic (Panini/Distriest) in v dveh 3D igrano-animiranih filmih (Continental Film).
| Francosko ime                            | Angleško ime                  | TV Ljubljana | Blitz Film & Video | Distriest       | Continental Film | Slovenski glas                                                                                            |
| ---------------------------------------- | ----------------------------- | ------------ | ------------------ | --------------- | ---------------- | --- |
| Grand Schtroumpf                         | Papa Smurf                    | Ata Smrk     | Ata Smrk           | Ata Smrk        | Ata Smrk         | Boris Cavazza (TV Slovenija, POP TV / Menart) Janez Hočevar - Rifle (Continental Film)                    |
| La Schtroumpfette                        | Smurfette                     | Smrketa      | Smrketa            | Smrketa         | Smrketa          | Saša Pavček, Maja Blagovič (TV Slovenija) Kataya Ajster (Continental Film), Saša Pavček (POP TV / Menart) |
| Schtroumpf à Lunettes                    | Brainy Smurf                  | Glavca       | Glavca             | Modrijan        | Glavca           | Marko Okorn (TV Slovenija, POP TV / Menart) Jure Mastnak (Continental Film)                               |
| Schtroumpf Maladroit                     | Clumsy Smurf                  | Klada        | Klada              | Smola           | Klada            | Dare Valič (TV Slovenija, POP TV / Menart) Aljaž Jovanovič (Continental Film)                             |
| Schtroumpf Costaud                       | Hefty Smurf                   | Bistri       | Bistri             | Hrust           | Bistri           | Roman Končar (TV Slovenija, POP TV / Menart) Primož Vrhovec                                               |
| Le Schtroumpf Grognon                    | Grouchy Smurf                 | Zmrda        | Zmrda              | Godrnjavček     | Zmrda            | Vlado Vlaškalič (Continental Film), Marko Simčič (TV Slovenija), Vojko Zidar (POP TV / Menart)            |
| Schtroumpf Gourmand Schtroumpf Pâtissier | Greedy Smurf Chef Smurf       | Grebač -     | Grebač -           | Požeruh Kuhar   | Grebač Kuhar     | Pavel Rakovec (TV Slovenija, POP TV / Menart)                                                             |
| Schtroumpf Farceur                       | Jokey Smurf                   | Vicko        | Vicko              | Smeško          | Vicko            | Igor Samobor (TV Slovenija, POP TV / Menart)                                                              |
| Schtroumpf Bricoleur                     | Handy Smurf                   | Zviti        | Zviti              | Mojster         | Zviti            | Vojko Zidar (TV Slovenija, POP TV / Menart)                                                               |
| Schtroumpf Coquet                        | Vanity Smurf                  | Puhlica      | Puhlica            | Prevzetnež      | Puhlica          | Ivan Godnič (TV Slovenija), Vlado Odar (POP TV / Menart)                                                  |
| Schtroumpf Paresseux                     | Lazy Smurf                    | Lenko        | Lenko              | Lenoba          | -                | Branko Šturbej (POP TV / Menart)                                                                          |
| Schtroumpf Musicien                      | Harmony Smurf                 | Ubrani       | Ubrani             | Zvonko          | Ubrani           | Ivan Rupnik (TV Slovenija, POP TV / Menart)                                                               |
| Schtroumpf Peintre                       | Painter Smurf                 | Malar        | Malar              | Slikar          | Malar            | Branko Šturbej (POP TV / Menart)                                                                          |
| Schtroumpf Paysan                        | Farmer Smurf                  | Kmetič       | Kmetič             | Kmet            | Kmetič           | Branko Šturbej (POP TV / Menart)                                                                          |
| Schtroumpf Poète                         | Poet Smurf                    | RImar        | Rimar              | Pesnik          | -                | |
| Schtroumpf Tailleur                      | Tailor Smurf                  | Krojač       | Krojač             | Krojač          | -                | Klemen Slakonja (POP TV / Menart)                                                                         |
| Schtroumpf Peureux                       | Scaredy Smurf                 | Plašni       | Plašni             | Prestrašeni     | -                | |
| Schtroumpf Traqueur                      | Tracker Smurf                 | Sledko       | Sledko             | Sledilec        | -                | |
| Schtroumpf Sale                          | Sloppy Smurf                  | Capko        | Capko              | Umazani         | -                | |
| Bébé Schtroumpf                          | Baby Smurf                    | Dete Smrk    | Dete Smrk          | Smrkolinček     | -                | Desire Suvorov (POP TV / Menart)                                                                          |
| Sasette                                  | Sassette Smurfling            | Saška        | Smrkica            | Saška           | -                | Maša Kavčič (POP TV / Menart)                                                                             |
| Schtroumpf Colérique                     | Snappy Smurfling              | Zgaga        | Zgaga              | Sračismrk       | -                | Klemen Slakonja (POP TV / Menart)                                                                         |
| Schtroumpf Nature                        | Natural Smurf / Nat Smurfling | Naravni      | Naravni            | Naravoljub      | -                | |
| Schtroumpf Mollasson                     | Slouchy Smurf                 | Mirko        | Krivi              | Krivi           | -                | |
| Le Vieux vieux Schtroumpf                | Grandpa Smurf                 | /            | Dedek Smrk         | Dedek Smrk      | -                | Jurij Souček (POP TV / Menart)                                                                            |
| Schtroumpf Sauvage                       | Wild Smurf                    | /            | Divji              | Divjak          | -                | |
| Schtroumpf Rèveur                        | Dreamy Smurf                  | /            | Spanček            | Sanjač          |                  | |
| Cosmoschtroumpf                          | Astro Smurf                   | Astrosmrk    | Astrosmrk          | Zvezdogled      | -                | |
| Le Schtroumpfissime                      | King Smurf                    | /            | Kralj Smrk         | Kralj Smrkoslav | -                | |
| Schtroumpf Batailleur                    | Tuffy Smurf                   | /            | Silni              | /               | -                | |
| Schtroumpf Mineur                        | Miner Smurf                   | /            | Rudar              | Rudar           | -                | |
| Schtroumpf Indècis                       | Flighty Smurf                 | /            | Zmeda              | /               |                  | |
| Schtroumpf Beta                          | Dopey Smurf                   | /            | Šleva              | Meglica         | -                | |
| Schtroumpf Frileux                       | Sneezy Smurf                  | /            | Bolni              | Kihavec         | -                | |
| Schtroumpf Amoureux                      | Enamored Smurf                | /            | -                  | Zaljubljenec    | -                | |
| L’Apprenti Schtroumpf                    | Smurf's Apprentice            | -            | -                  | Vajenec         | -                | |
| Schtroumpf Robot                         | Clockwork Smurf               | /            | -                  | Robot           | -                | |
| Schtroumpf Docteur/Medecin               | Doctor Smurf                  | /            | -                  | Zdravnik        | -                | |
| Schtroumpf Timide                        | Shy Smurf                     | /            | -                  | Sramežljivec    | -                | |
| Schlips                                  | Swoofs                        | Smodlaki     | -                  | Šlipci          | -                | |
| Schtroumpf Sculpteur                     | -                             | /            | -                  | Kipar           | -                | |
| Schtroumpf Chevalier                     | Knight Smurf                  | /            | -                  | Vitez           | -                | |
| Le Schtroumpf Pompier                    | Fireman Smurf                 | /            | -                  | Gasilec         | -                | |
| Schtroumpf Reporter                      | Reporter Smurf                | /            | -                  | Časnikar        | -                | |
| Schtroumpf Volant / Aeroschtroumpf       | Flying Smurf / Aviator        | /            | -                  | Letalec         | -                | |
| Schtroumpf Boulanger                     | Baker Smurf                   | /            | /                  | Pek             | Pek              | |
| Schtroumpf Meunier                       | Miller Smurf                  | /            | -                  | Mlinar          | -                | |
| Schtroumpf Fakir                         | -                             | -            | -                  | Fakir           | -                | |
| Schtroumpf Tambeur                       | -                             | /            | -                  | Klicar          | -                | |
| /                                        | Gutsy Smurf                   | /            | /                  | /               | Hrabri           | Iztok Valič (Continental Film)                                                                            |
| /                                        | Panicky Smurf                 | /            | /                  | /               | Paničar          | |
| /                                        | Crazy Smurf                   | /            | /                  | /               | Nori             | |

## Zlobneži
| Angleško ime | Slovensko ime | Slovenski glas                                                                                                |
| ------------ | ------------- | --- |
| /            | uvodnik       | Željko Hrs (TV Slovenija, POP TV /Menart)                                                                     |
| Gargamel     | Gargamel      | Andrej Kurent (TV Slovenija, POP TV / Menart), Janez Albreht (TV Slovenija) Jernej Kuntner (Continental Film) |
| Azrael       | Azrael        | Maja Končar (TV Slovenija, POP TV / Menart)                                                                   |
| Hogatha      | Hogata        | |
| Chlorhydris  | Klotilda      | |
| Scruple      | Slodej        | Alex Volasko (POP TV / Menart)                                                                                |

## Ostali
| Angleško ime    | Slovensko ime   | Slovenski glas                          |
| --------------- | --------------- | --------------------------------------- |
| Big Mouth       | Lakom           | Ivo Ban (TV Slovenija, POP TV / Menart) |
| Patrick Winslow | Patrick Winslow | Tjaša Železnik (Continental film)       |
| Grace Winslow   | Grace Winslow   | Klemen Slakonja (Continental film)      |

## Povezani članki
- Smrkci